# Kostel svatého Jana Křtitele (Vodňany)
Kostel svatého Jana Křtitele ve Vodňanech je římskokatolický klasicistní chrám, stojící u městského parku Jana Pavla II. Byl postaven v roce 1844 místo staršího hřbitovního a špitálního kostela, který byl zdemolován. Přilehlý hřbitov se třemi hroby slavných osobností (Otokar Mokrý, František Herites, Karel Šarlich) byl upraven na park. Areál kostela je od roku 1963 chráněn jako kulturní památka.

## Historie

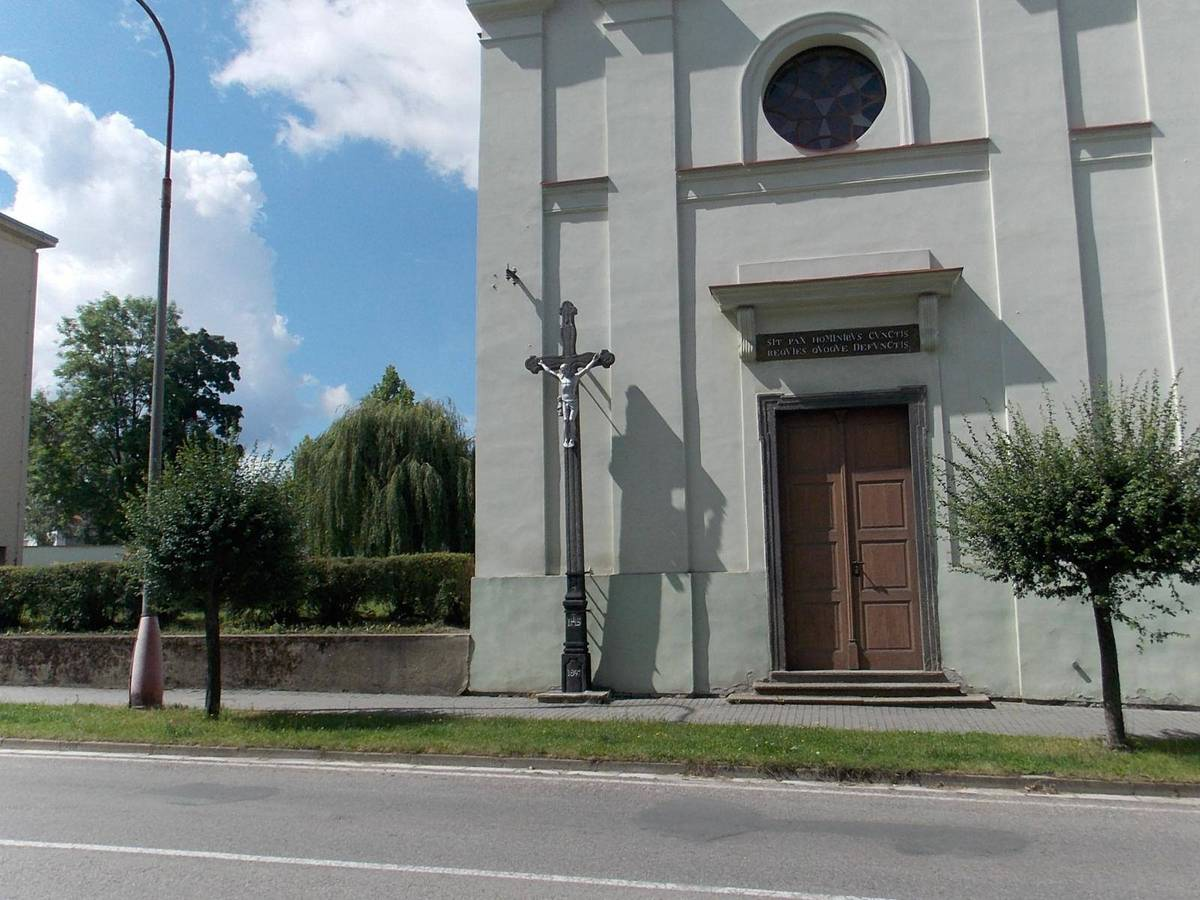
Vchod do kostela s křížem

Kostel byl původní špitální a hřbitovní a zmínka byla nepřímá roku 1414. Byla to původně jednoduchá gotická stavba, která stávala uprostřed hřbitova, byla pro nevyhovující technický stav zbořena roku 1843.
Podle jednoho ze starších názorů se kolem původního hřbitovního a špitálního kostela sv. Jana Křtitele rozkládala trhová osada, která předcházela založení města Vodňan v současné lokalitě. V podobě starého kostelíka se dochovalo jen velmi málo zpráv. Špitál s kostelem byl vypálen při dobývání města na podzim roku 1620, obnoven pak byl roku 1644.
Od roku 1690 se na základě povolení pražské arcibiskupské konsistoře začala ve vodňanském kostele sv. Jana Křtitele slavit novověká pouť – v neděli po svátku Narození sv. Jana Křtitele (24. června).
Téměř od nepaměti se kolem kostelíka sv. Jana Křtitele rozkládal hřbitov. Hřbitov se upravoval ještě v devadesátých letech 19. století, byl po svém zrušení v osmdesátých letech 20. století přeměněn v pietní park.
V první třetině 19. století se špitální a hřbitovní kostel sv. Jana Křtitele běžně využíval k církevnímu obřadům, zvláště k pohřebním a zádušním.
Nový kostel byl postaven v roce 1844 podle projektu Josefa Sandnera (asi 1803–1861).
Dne 2. září 1844 byl posvěcen a na věži umístěn kříž. Do nového kostela klasicistní varhany podle návrhu Josefa Gartnera z Prahy zhotovil Franz Justl z Českého Krumlova asi r. 1850.
Na jaře 1921 patrně došlo ke krátkodobému zabrání kostela příslušníky československé církve, konečné řešení přinesla až výstavba Husova sboru a jeho otevření na Květnou neděli 5. dubna 1925.
Roku 1928 nechala vodňanská obec jakožto patron pomocí daru kolem 40 000 Kč od městské spořitelny provést důkladnou opravu. Před kostelem stojí kamenný kříž z roku 1847 s novějším korpusem Krista.

## Popis
Jednolodní obdélníkový klasicistní kostel byl postaven přímo u dnešní Kodádkovy ulice, kde má i průčelí obrácené k severovýchodu. Průčelí má nad hlavním vchodem v patře kruhové okno, zakončuje ho trojúhelníkový štít a nad ním je věžička zakončená jehlancem. Pravoúhlý presbytář je orientovaný k jihozápadu.
Vnitřní zařízení kostela je převážně z 19. století, částečně pochází z původního kostela. V interiéru jsou dochované nástěnné malby z roku 1891 s motivy křesťanských symbolů, s rostlinnými a geometrickými ornamenty. Nad hlavním oltářem je obraz sv. Jana Křtitele, který kostelu darovala císařovna Karolina Augusta.